# Jegławki
Jegławki (deutsch Jäglack) und Jegławki (Osada) sind ein Dorf bzw. eine kleine Ortschaft in Polen innerhalb der Woiwodschaft Ermland-Masuren, Gmina Srokowo (Landgemeinde Drengfurth) im Powiat Kętrzyński (Kreis Rastenburg).

## Geographische Lage
Das Dorf Jegławki liegt am Jezioro Jegławki im Norden der Woiwodschaft Ermland-Masuren etwa neun Kilometer südlich der Grenze zur russischen Oblast Kaliningrad. Bis zur Kreisstadt Kętrzyn (deutsch Rastenburg) sind es 18 Kilometer in südlicher Richtung.
Die kleine Siedlung (polnisch Osada) Jegławki liegt etwa zwei Kilometer nordöstlich des Dorfes an der Straße nach Wilczyny (Wolfshagen).

## Geschichte

### Ortsname
Der Ort wurde 1419 als Jegelawken/Jogelawken erwähnt. Der Name setzt sich zusammen aus prußisch „gegis“ (Wiese, Hain, Erlenwald, Heuwiesen, Äcker) und „laukas“ (Acker, Feld). Später hieß er Jäglacken und Jeglacken.

### Ortsgeschichte
Jäglack wurde am 3. Oktober 1422 lokalisiert. In dem Dorf befand sich damals bereits eine Mühle.
1785 wurde Jäglack als „adliges Vorwerk und Bauerndorf mit 17 Feuerstellen“ erwähnt, 1817 waren es 19 Häuser, in denen 165 Menschen lebten.
Am 30. April 1874 wurde Jäglack ein Amtsdorf und damit namensgebend für einen Amtsbezirk, der bis 1945 bestand und zum Kreis Rastenburg im Regierungsbezirk Königsberg in der preußischen Provinz Ostpreußen gehörte.
Zu Jäglack gehörten die beiden Ortsteile Alt Jäglack (polnisch Stare Jegławki) und Neu Jäglack (polnisch Nowe Jegławki, heute nicht mehr existent) sowie das Waldhaus Jäglack.
Am 30. September 1928 schlossen sich die Landgemeinde Jäglack und der Gutsbezirk Jäglack sowie der Gutsbezirk Kollkeim (polnisch Kolkiejmy) zur neuen Landgemeinde Jäglack zusammen.
Nachdem die Rote Armee im Januar 1945 die Gegend besetzt hatte, kam das Dorf infolge des Zweiten Weltkrieges zu Polen. Es erhielt die polnische Namensform „Jegławki“. 1970 wurden 343 Einwohner gezählt. Im Ort gab es zu diesem Zeitpunkt eine vierklassige Grundschule, einen Kindergarten, einen Bibliothekspunkt sowie einen Kinosaal mit Platz für 50 Menschen. Nach der Auflösung der Gromadas kam das Dorf 1973 zum Schulzenamt (polnisch Sołectwo) Wilczyny (Wolfshagen). Das Dorf und die gleichnamige Siedlung – sie ist ein Teilstück der früheren Gemeinde Jäglack – sind heute in die Landgemeinde Srokowo (Drengfurth) im Powiat Kętrzyński (Kreis Rastenburg) eingegliedert, bis 1998 der Woiwodschaft Olsztyn, seither der Woiwodschaft Ermland-Masuren zugehörig.

### Einwohnerzahlen
| Jahr | Anzahl Gemeinde | Anzahl Gut | Anzahl Gesamt |
| ---- | --------------- | ---------- | ------------- |
| 1820 |                 | 165        | 165           |
| 1885 | 205             | 286        | 491           |
| 1905 | 151             | 186        | 337           |
| 1910 | 145             | 231        | 376           |
| 1933 |                 |            | 361           |
| 1939 |                 |            | 414           |
| 1970 |                 |            | 343           |
| 2011 |                 |            | 275           |

### Amtsbezirk Jäglack (1874–1945)
Der Amtsbezirk Jäglack bestand bei seiner Errichtung aus drei Kommunen, am Ende waren es noch zwei:
| Deutscher Name    | Polnischer Name | Bemerkungen                                    |
| ----------------- | --------------- | ---------------------------------------------- |
| Jäglack, Gemeinde | Jegławki        |                                                |
| Jäglack, Gut      |                 | 1928 in die Landgemeinde Jäglack eingegliedert |
| Wolfshagen        | Wilczyny        |                                                |
| ab 1877:          |                 |                                                |
| Leitnerswalde     | Osikowo         | 1915 nach Marschallsheide eingemeindet         |
| Marschallsheide   | Marszałki       | 1928 nach Wolfshagen eingemeindet              |
| Nordenort         | Oparszyska      | 1928 nach Wolfshagen eingemeindet              |
| ab 1912:          |                 |                                                |
| Kollkeim          | Kolkiejmy       | 1928 in die Landgemeinde Jäglack eingegliedert |

## Schloss Jäglack

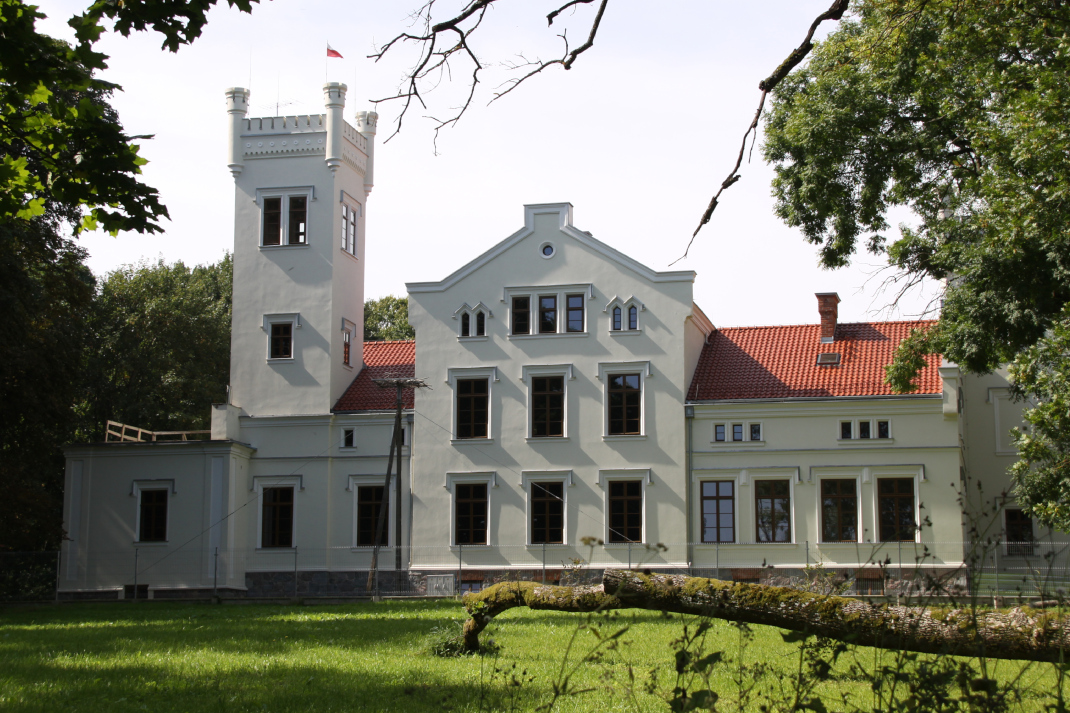
Schloss Jäglack (2017)

In Jegławki befindet sich ein gut erhaltenes Schloss. Dieses war ursprünglich im 14. Jahrhundert als Jagdhaus der Ordensritter  aus Barten (polnisch Barciany) errichtet worden. Nach der Zerstörung durch die Tataren 1657 wurde es wieder aufgebaut.
Aus der Ordenszeit sind noch Tonnen- und Kreuzgewölbe im doppelstöckigen Keller erhalten.
Im Jahre 1848 wurde der Gebäudekomplex im italienisch-gotischen Stil mit breitem Giebel und Tudorfenstern verändert. Außerdem erhielt der Bau zwei Türme mit je vier Pfefferbüchsen.
In den Jahren 1821 bis 1944 gehörte das Gut Jäglack einer Familie Siegfried. Das Anwesen hatte 1913 eine Fläche von 649 Hektar, sein Besitzer war Gustav Siegfried. Letzte Besitzer auf Jäglack vor 1945 war Werner Siegfried, der den Besitz an seinen Schwager Gerhard Kiehl verpachtete.
Das Schloss ist erhalten und in leidlich gutem baulichen Zustand. Nach 1945 residierte im Schloss eine Agrargenossenschaft mit Büros, Arbeiterunterkünften und Sozialeinrichtungen. Seit 2001 befindet es sich in Privatbesitz.

## Kirche
Bis 1945 war Jäglack in die evangelische Pfarrkirche Drengfurth in der Kirchenprovinz Ostpreußen der Kirche der Altpreußischen Union sowie in die katholische Kirche St. Katharina Rastenburg mit der Katholischen Kapelle Drengfurth im damaligen Bistum Ermland eingepfarrt.
Heute gehören Jegławki und Jegławki (Osada) zur katholischen Pfarrei Sokrowo im jetzigen Erzbistum Ermland, außerdem zur Evangelischen Kirche Srokowo, einer Filialkirche der Johanneskirche Kętrzyn in der Diözese Masuren der Evangelisch-Augsburgischen Kirche in Polen.

## Verkehr

### Straße
Einen halben Kilometer südlich von Jegławki verläuft eine Nebenstraße, über die in östlicher Richtung Srokowo und Węgorzewo (Angerburg), in westlicher Richtung Korsze (Korschen) erreicht werden können. Die Landstraße, die nach Jegławki führt, teilt sich im Ort und verläuft in nordöstlicher Richtung – vorbei an Jegławki (Osada) – nach Wilczyny (Wolfshagen) und in nordwestlicher Richtung nach Skandławki (Skandlack).

### Schiene
Über die Straße in westlicher Richtung kann über Barciany (Barten) die Woiwodschaftsstraße DW 591 (ehemalige deutsche Reichsstraße 141)  die nächste Bahnstation nach etwa 22 Kilometern in Kętrzyn erreicht werden. Bis 1945 war Alt Jäglack (polnisch Stare Jegławki) die nächste Bahnstation an der Bahnstrecke Barten–Nordenburg der Rastenburger Kleinbahnen.

### Luft
Der nächste internationale Flughafen ist der Flughafen Kaliningrad etwa 90 Kilometer nördlich von Jegławki auf russischem Hoheitsgebiet in der Oblast Kaliningrad. Etwa 200 Kilometer westlich liegt der Lech-Wałęsa-Flughafen Danzig, der der nächste internationale Flughafen auf polnischem Staatsgebiet ist.

## Persönlichkeiten
- Arno Surminski (* 20. August 1934 in Jäglack), deutscher Schriftsteller und Journalist. Er setzte Jäglack mit dem Dorf „Jokehnen“ in seinen Romanen ein literarisches Denkmal. Sein Geburtshaus steht nicht mehr.[9]

## Mediale Präsenz

### Fernsehen
1986 entstand beim ZDF die dreiteilige Fernsehserie Jokehnen.

### Film
In den Jahren 2009/10 wurde hier der Film „Wenecja“ in der Regie von Jan Jakub Kolski gedreht.